# Jüdischer Friedhof Blomericher Weg (Ratingen)
Koordinaten: 51° 21′ 6,6″ N, 6° 54′ 27,5″ O

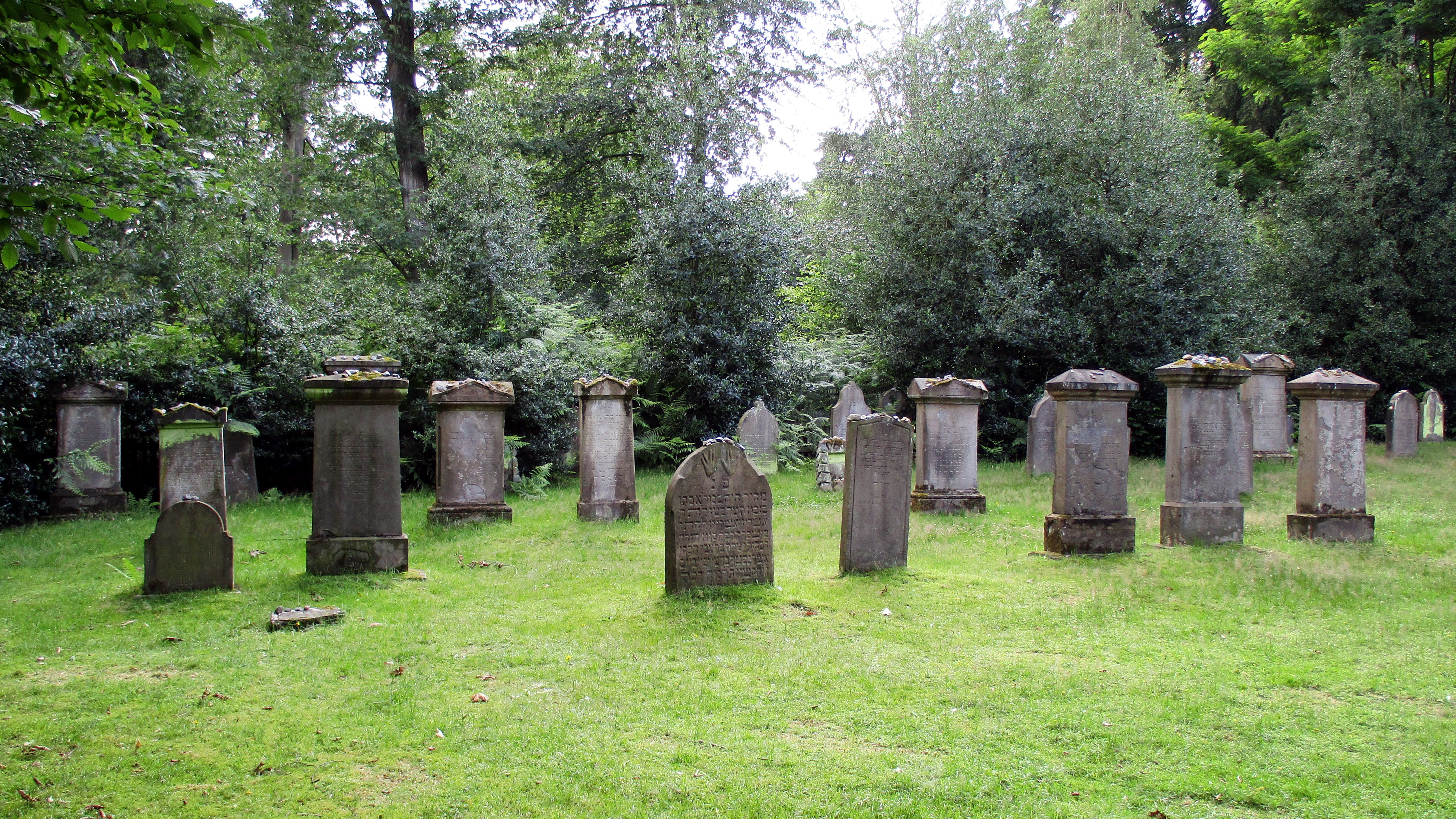
Jüdischer Friedhof am Blomericher Weg

Der Jüdische Friedhof Blomericher Weg ist ein jüdischer Friedhof in Ratingen in Nordrhein-Westfalen. Der Begräbnisplatz liegt am Blomericher Weg in der Nähe des Blomericher Hofes.

## Geschichte
Der sich heute auf dem Gebiet der Stadt Ratingen befindende Friedhof gehörte zum historischen Ort „Kettwig vor der Brücke“, der seit 1975 als Stadtteil zu Essen gehört.
In Kettwig siedelten sich im 18. Jahrhundert erstmals jüdische Familien an. Die Größe der kleinen Gemeinde belief sich 1885 auf 36 und 1932 auf 45 Mitglieder. Um 1800 wird eine Synagoge erwähnt; vermutlich war dies schon das Gebäude, das bis zu seiner Zerstörung 1938 als Synagoge diente.
Der Friedhof am Blomericher Weg ist der ältere der zwei Begräbnisplätze der Kettwiger jüdischen Gemeinde, er wurde ab 1786 genutzt. Der unter Denkmalschutz stehende Friedhof ist heute umzäunt und offen zugänglich.
Von 1888 bis 1945 wurde der jüngere Kettwiger Friedhof am Görscheider Weg belegt (heute zu Heiligenhaus gehörend).